# Morning Sun (canción)
«Morning Sun»  —en español: «Sol de Mañana»— es una canción de la banda estadounidense Rock Mafia con la colaboración de Miley Cyrus para el EP “Mixtape Vol. 1”, en estilo electropop y pop. La canción fue puesta en liberación el 4 de julio de 2012, rápidamente los críticos y la prensa aplaudieron el sonido.

## Antecedentes
«Morning Sun» fue escrita y producida por Rock Mafia, con escritura adicional de Miley Cyrus. «Morning Sun» ya había sido filtrada en Internet a principios de febrero de 2011, pero no se le había puesto mucha atención. La canción fue lanzada finalmente el 4 de julio de 2012, pero en la noche del 3 de julio de 2012 la banda de Rock Mafia escribió en su Twitter:  «feliz de ver la tendencia en todo el mundo ‘Morning Sun’, una buena noche ». El 5 de julio de 2012, Miley Cyrus escribió en su Twitter:  «Amando todos a Morning Sun ❤❤❤». La base de la canción es "C'mon de Tiësto".

## Recepción
Las críticas de la canción fueron muy positivas, la página aztecaespectaculos.com dijo que: «“Morning Sun” tiene un sonido más electropop en el cual Miley interviene con un estilo muy diferente al que presentó con el álbum Can't Be Tamed.» Otros medios aplaudieron el gran sonido de la canción resaltando que: «Los sonidos contagiantes hacen presagiar que esta canción está destinada a ser la sensación del verano [...] Han sido casi dos años para que finalmente los fans puedan gozar de la versión mixta de uno de los éxitos más esperados.»
La página Aceshowbiz.com comentó que: «La canción se merece toda la atención que está recibiendo debido a que Rock Mafia hace sonar este himno. Se inicia con golpes bajos pesados y fluye suavemente en un tono muy sexy. El tema conseguirá definitivamente multitudes reproducciones en fiestas para bailar toda la noche.»

## Lista de canciones
| Descarga digital |                                    |          |  |
| N.º              | Título                             | Duración |  |
| 1.               | «Morning Sun»                      | 3:37     |  |
| 2.               | «Morning Sun Midnight Mafia Remix» | 3:40     |  |

## Versiones y remixes

### Morning Sun Midnight Mafia Remix
El 17 de julio de 2012, el grupo Rock Mafia anunció en su Twitter que realizaría un remix de la canción «Morning Sun», escribiendo que: «En estos momentos estamos trabajando a media noche en el remix de Morning Sun de Rock Mafia... FUEGO !!!!!». Cuando los fanes preguntaron a Rock Mafia por Twitter si la canción original podría ser mejor ellos contestaron que la radio necesitaba algo más y el remix lo daría. El remix fue lanzado en septiembre bajo el nombre de Morning Sun Midnight Mafia Remix. El remix contiene algunos extractos de «Who Owns My Heart» de Miley Cyrus.

## Fechas de lanzamiento
| País | Fecha              | Formato          | Ref.  |
| ---- | ------------------ | ---------------- | ----- |
|      | 4 de julio de 2012 | Descarga digital | [ 8 ] |

## Créditos y personal
- Rock Mafia - Voz, compositor, productor, ingeniero de audio, instrumentos.
- Miley Cyrus - Voz, compositor.